# Sommaröarna
Sommaröarna (finska: Suvisaaristo) är en stadsdel i Esbo stad och hör administrativt till Stor-Esbovikens storområde. 
Invånarna på Sommaröarna är mycket aktiva och det finns nio registrerade föreningar där. De största är segelföreningen ESF, kanotklubben Canoa, ungdomsföreningen SViE, (som bland annat driver en förskola), FBK och Sommarö-sällskapet. Sommarö-sällskapet grundade ett vattenandelslag som arrangerade med kommunalt vatten och avlopp till Sommaröarna år 1999, eftersom Esbo stad inte ville betala för vattenledningar i glesbygden. Man använde ny tryckavloppsteknik som är skonsammare mot miljön. 

## Historia

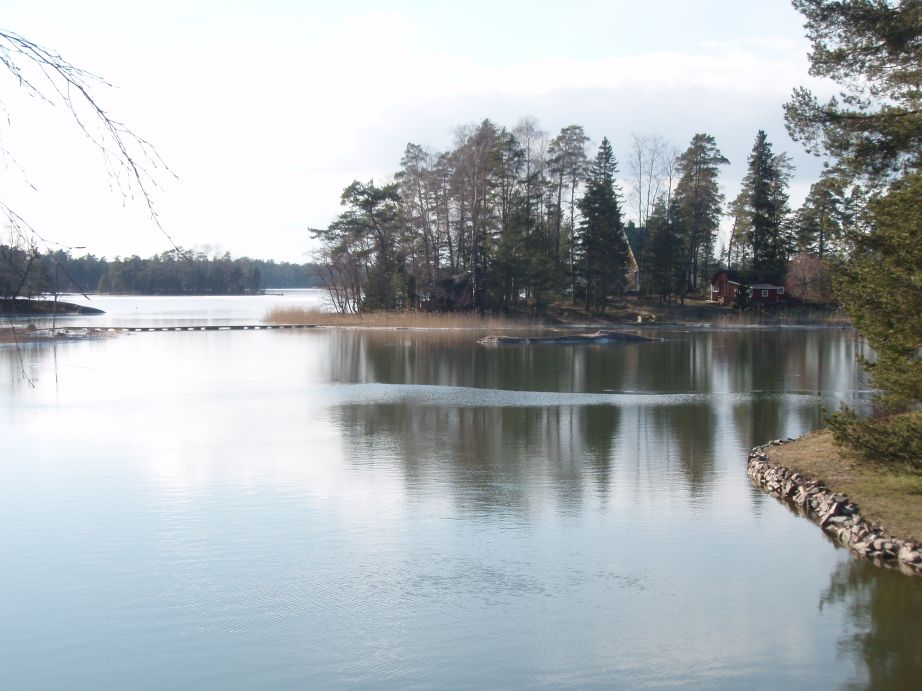
Bosund med Boholmen i bakgrunden. Landhöjningen bringade holmen i dagen ungefär på 1600-talet, och den har i nordväst släta hällar lämpliga att torka nät på. Därför torde den tidigt ha hyst sjöbodar.

Sommaröarna var ursprungligen ett skärgårdssamhälle i Esbo socken, bestående av tre gårdar; Stor-Svinö, Lill-Svinö och Moisö. De har periodvis varit övergivna på grund av fattigdom eller oroliga tider men också tidvis varit förhållandevis förmögna. I skatteregistreringar från 1570-talet kan man konstatera att de tre gårdarna hade fem-sex kor och två hästar var. Detta var mera än till exempel bönderna i närbelägna Mattby. Välståndet kan förklaras av att Sommaröbönderna av hävd fick betala sin skatt med sälolja och saltströmming. 
Bönderna löste in sina torp år 1825, och på 1920-talet slogs gårdarna ihop till en gård. På öarna som inte ännu hade broförbindelse fanns det ett tiotal fiskartorp vilka förtjänade påtagligt mycket under förbudslagstiden på 1920-talet. De fick då råd att bygga stora sommarvillor som de hyrde ut till helsingforsare. Den vägen kom sommarbosättningen på Sommaröarna i gång. Man åkte till öarna med ångbåt. År 1936 byggdes det broar till Svinö och Ramsö och busstrafik inleddes. Broarna förnyades och breddades år 1976.

## Sommaröarna i dag
På 1950-talet fanns det ett 50-tal fastbosatta hushåll på Sommaröarna, varav alla utom två var svenskspråkiga. I dag bor det cirka 570 personer på öarna och av dessa har 35 % svenska som modersmål. En dagligvaruhandel finns på Svinö, där det som mest på 50-talet fanns tre butiker och ett postkontor. Byggnadsbeståndet expanderade inte alltför kraftigt tack vare byggnadsförbud under 1960- och 70-talen. Trots det finns det få byggnader kvar från 1800-talet. Fastighetspriserna har de senaste åren skjutit i höjden på Sommaröarna och storleksklassen på nybyggen är därefter. På huvudöarna är de flesta sommarvillor numera bebodda året om, medan det ännu finns sommarstugor kvar ute i skärgården. Två fastbosatta hushåll är (2007) utan broförbindelse. 
Öar med broförbindelse är Bergö, Furuholm, Moisö, Ramsö, Skataholmen, Svartholm och Svinö. Ett 40-tal öar och holmar saknar vägförbindelse.
Vattenområden är Ryssjeholmsfjärden österom Svinö, Moisöfjärden mellan Moisö, Sököudd och Svinö, Lillpentalafjärden mellan Lillpentala, Sököudd och Stora Tallholmen, Björköfjärden nordväst om Lillpentala, Pentalafjärden utanför Pentala, Herröfjärden mellan Pentala och Herrö, Kytöfjärden mellan Aisarna och Kytö, samt sunden Svinösund mellan Svinö och fastlandet, Maren mellan Moisö och Ramsö, Ramsösund (delvis igenvuxet) mellan Ramsö och Bergö, utmynnande i Byviken, och leden Bosund-Bredviken-Felsund som nyligen muddrats till två meters djup, samt några mindre sund och vikar. Den enda sjön är Pentala träsk.